# Tocumbo
Tocumbo è una municipalità dello stato di Michoacán, nel Messico centrale, il cui capoluogo è la località omonima.
La municipalità conta 11.504 abitanti (2010) e ha un'estensione di 506,35 km².
Il significato del nome della località è abete.